# Melas
En la mitología griega, el nombre de Melas se refiere a varios personajes:
- Melas, hijo de Poseidón y una ninfa, hermano de Agelo.[1] Puede o no ser el mismo Melas, hijo de Poseidón, que se dice dio su nombre al río Melas en Egipto, que más adelante fue llamado Nilo.[2]

- Melas, uno de los hijos de Frixo y Calcíope.[3][4] Con Euriclea, hija de Atamante y Temisto, fue el padre de  Hiperes.[5]

- Melas, uno de los hijos de Portaón y Éurite.[6] Fue padre de Feneo, Euríalo, Hiperlao, Antíoco, Eumedes, Estérnope, Jantipo y Estenelao, quienes fueron víctimas de Tideo por haber conspirado contra su tío Eneo.[7]

- Melas, hijo de Licimnio. Él y su hermano Argio acompañaron a Heracles en su campaña contra Éurito, y ambos murieron en la batalla.[8]

- Melas, hijo de Enopión y hermano de Talo, Evantes, Sálago y Atamante. Navegó junto con su padre y sus hermanos a Quíos desde Creta.[1]

- Melas, hijo de Antaso, que marchó desde Gonusa, cerca de Sición, con los dorios contra Corinto. Aletes le ordenó que se retirase a otro lugar de Grecia por la prohibición del oráculo de Delfos, pero después apartándose del oráculo, lo aceptó como vecino.[9]

- Melas, hijo de Ope. En la Guerra de Troya, Teutis se enemistó con Agamenón. Entonces, Atenea adoptó la figura de Melas y persuadió a Teutis de no retirar su ejército de Áulide. Pero él, encolerizado le dio un lanzazo a la diosa en el muslo.[10]